# Bahrenborstel
Bahrenborstel is een gemeente in de Duitse deelstaat Nedersaksen. De gemeente maakt deel uit van de Samtgemeinde Kirchdorf in het Landkreis Diepholz. Bahrenborstel telt 1.086 inwoners.
- Gemeinsame Normdatei: 7697896-5
- Virtual International Authority File: 237962744